# Manta isotérmica

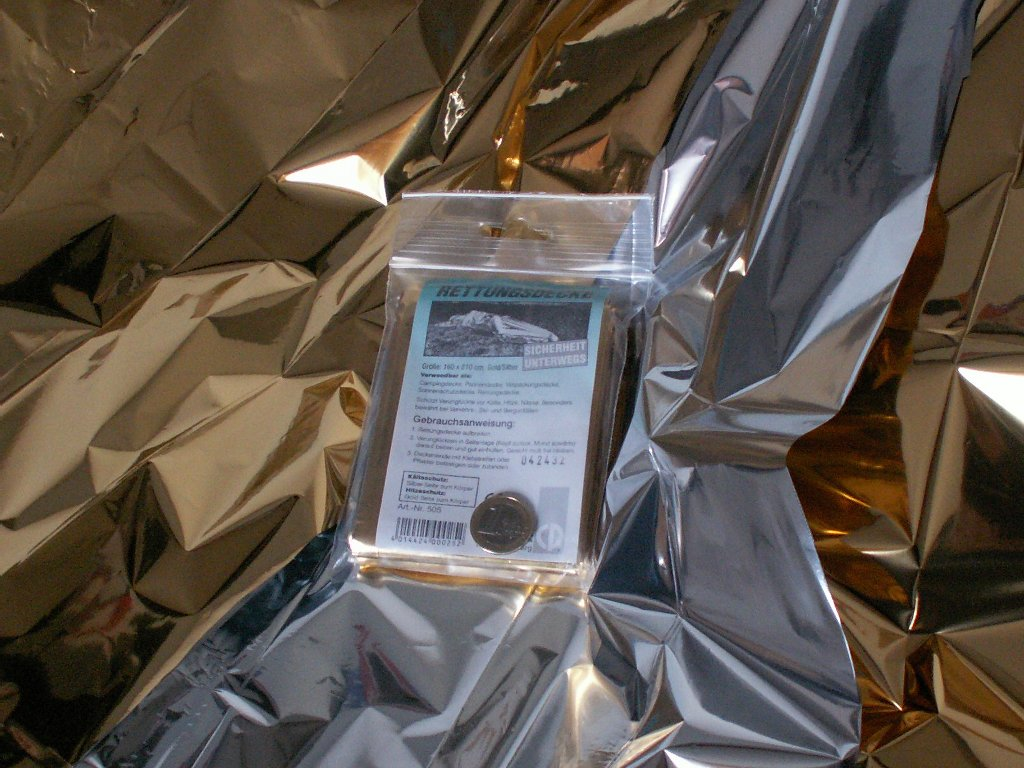

Una manta isotérmica, también denominada manta de emergencia o manta de supervivencia es una manta de plástico plateado muy fino. Evita que una persona pierda calor por radiación e igualmente sirve para proteger al cuerpo de sobrecalentamientos.
Consiste en una fina capa de plástico resistente con una cara aluminizada y, a menudo, con la otra cara dorada.
Se suele utilizar para mantener la temperatura corporal de un accidentado:

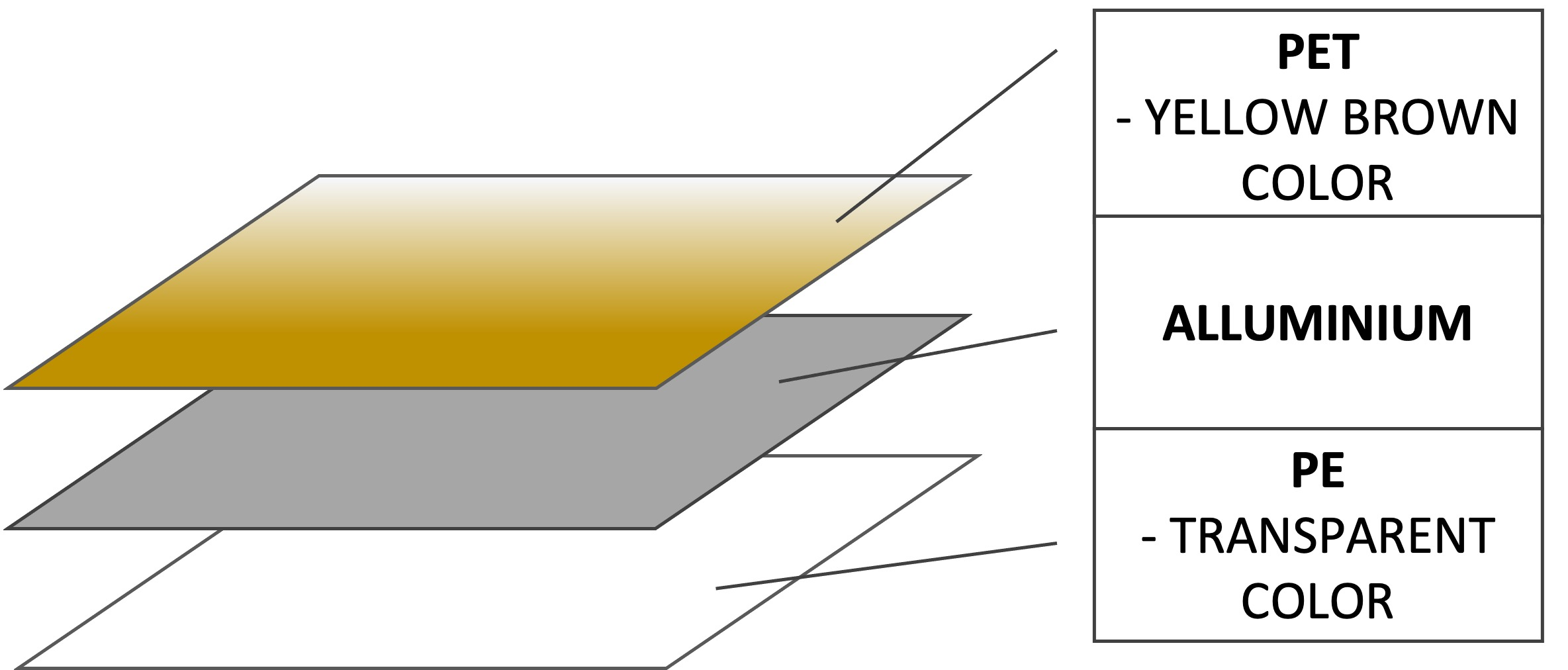
capas de manta de emergencia

- capas de manta de emergenciaProtección frente al frío o casos de hipotermia: la cara plateada en contacto con el cuerpo, refleja el calor del cuerpo y evita la hipotermia.

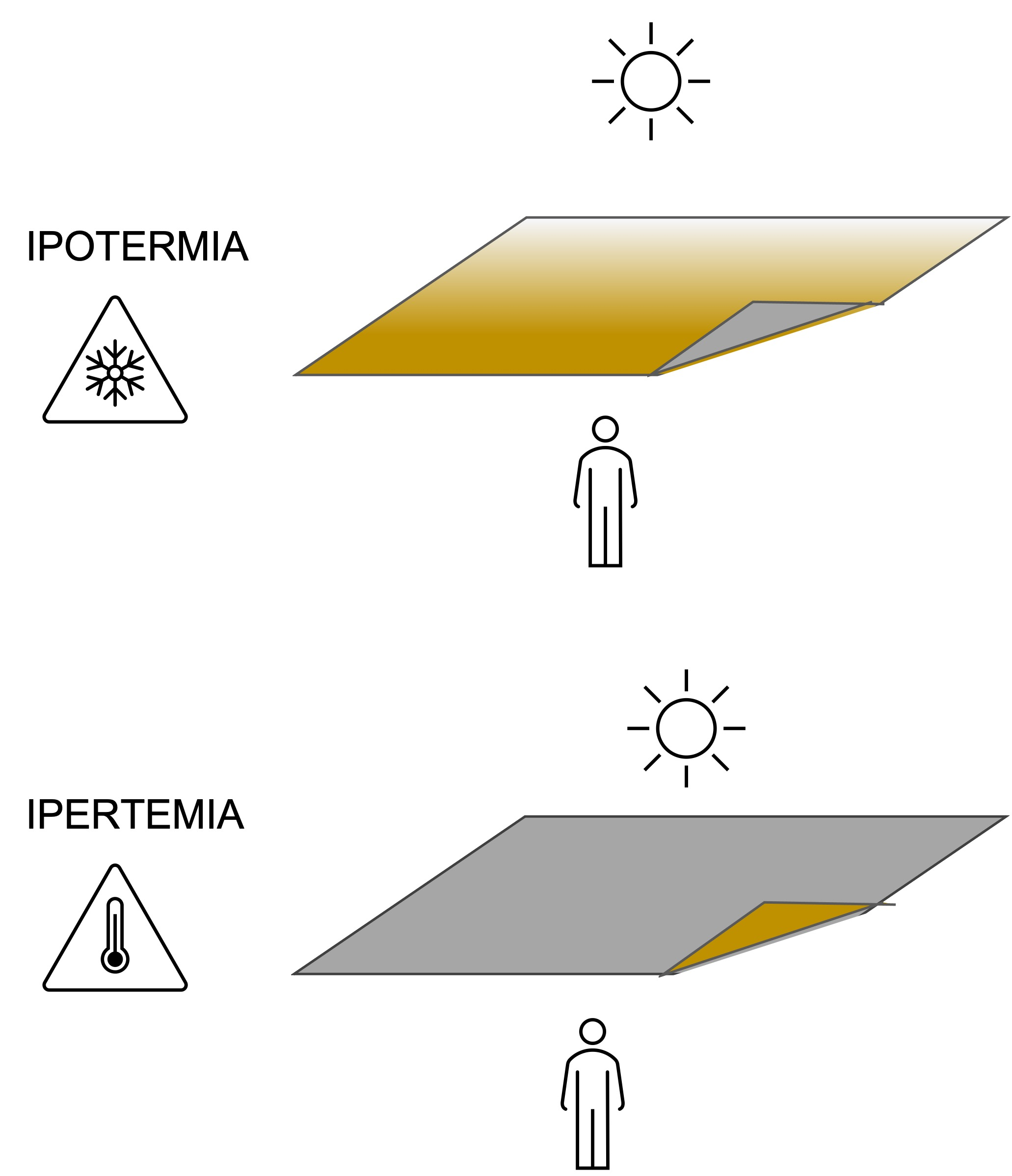
cómo utilizar

- cómo utilizarProtección frente al calor: poner la manta en contacto con el cuerpo con la finalidad de enfriarlo puede ser contraproducente. Para enfriar es posible utilizarla como sombrajo con la parte plateada hacia afuera para que refleje los rayos del sol siempre y cuando se deje  un espacio suficiente para que corra el aire entre el cuerpo de la víctima y la manta.